# Bailonghe Shuiku
Bailonghe Shuiku (kinesiska: 白龙河水库) är en reservoar i Kina. Den ligger i provinsen Yunnan, i den sydvästra delen av landet, omkring 95 kilometer söder om provinshuvudstaden Kunming. Bailonghe Shuiku ligger 1 735 meter över havet. Trakten runt Bailonghe Shuiku består till största delen av jordbruksmark.
Genomsnittlig årsnederbörd är 1 044 millimeter. Den regnigaste månaden är juni, med i genomsnitt 211 mm nederbörd, och den torraste är februari, med 12 mm nederbörd.